# Самораспаковывающийся архив
Самораспаковывающийся, или самоизвлекающийся архив (англ. self-extracting archive, сокращённо «SFX archive») — файл, компьютерная программа, объединяющая в себе архив и исполняемый код для его распаковки. Такие архивы, в отличие от обычных, не требуют отдельной программы для их распаковки (получения исходных файлов, из которых они созданы), если исполняемый код можно выполнить в указанной операционной системе. Это удобно, когда неизвестно, есть ли у пользователя, которому передаётся архив, соответствующая программа распаковки.
Основной способ использования самораспаковывающихся архивов — создание программ для установки ПО без использования систем управления пакетами.
Исполняемый код, присоединённый к архиву, может представлять собой полноценную программу распаковки.

Так как существует вероятность выполнения кода распаковщика, самораспаковывающийся архив или замаскированный под него файл может использоваться для распространения вредоносного ПО.

## Примеры
Примеры программ, способных создавать самораспаковывающиеся архивы:
7-Zip
- Ненастраиваемые SFX-архивы 7z для Windows.
- Существует сторонний настраиваемый модуль для Windows.

ARJ
- Для различных платформ.

p7zip
- 7zCon.sfx — ненастраиваемый, для указанной пользователем платформы; поддерживает просмотр, автоматическую перезапись файлов, проверку целостности и зашифрованные архивы.

PKZIP
- Только в зарегистрированных версиях, начиная с 2.70.

RAR и WinRAR
- Возможно создание настраиваемых самораспаковывающихся архивов RAR (и ZIP в WinRAR) с русским и английским интерфейсом. Настройка архива производится путём задания комментария или в окне «Дополнительные параметры SFX». Возможно изменение значка.

zipSfx
- Настраиваемый, поддерживает формат ZIP. Настройка производится подготовкой текстового файла и последующей «склейкой» файлов.

SFX Creator
- Создание настраиваемых самораспаковывающихся архивов для Windows с выбором компрессора (ZLIB, BZIP2, LZMA).
- Настройка архива производится через графический интерфейс программы.

Программа предназначена исключительно для создания многофункциональных SFX-архивов/пакетов инсталляторов и обладает широкими возможностями.
CAB
- Существует малоизвестная утилита IExpress[англ.], входящая в состав Windows (начиная с Windows XP) и позволяющая создавать в режиме мастера CAB-архивы, в том числе настраиваемые самораспаковывающиеся. Для запуска в окне «Пуск»→«Выполнить…» введите iexpress.exe и нажмите OK.[1][2]

Также такие архивы в своих форматах для соответствующих платформ могут создавать StuffIt и WinZip.
Кроме того, существуют программы, создающие архивы в виде сценариев оболочки UNIX. Это часто используется для создания программ установки коммерческого ПО для UNIX-подобных ОС. Примеры: makeself и более старая shar.

## Совместимость
Так как программа для одной платформы обычно не может выполняться на других платформах, то и распаковка самораспаковывающегося архива, созданного для одной системы, на других системах может быть затруднена.
Самораспаковывающиеся архивы в некоторых форматах (например RAR и ZIP) могут быть распакованы как обычные (не SFX) с помощью самостоятельной программы распаковки.
Имеется возможность создать код, который будет поддерживаться без дополнительных программ сразу несколькими операционными системами (например DOS и OS/2), а также стандартными средствами в одной ОС и дополнительными средствами в другой (например с использованием Python или shell).
Архив с кодом под Win32 может потребовать дополнительных действий после распаковки с помощью Wine на UNIX-подобной системе — в частности, установки битов прав доступа.

## Мошенничество с архивами
В отдельных странах (включая Россию) такой тип ПО завоевал популярность у различного рода интернет-мошенников. Под видом бесплатного ПО, либо фото- и видеоинформации и так далее, пользователям предлагалось скачать себе на компьютер самораспаковывающийся архив (обычно это файл с расширением вида .sfx), якобы содержащий интересующую пользователя информацию. Во время его «распаковки» на определённом проценте выполнения работа программы прерывалась, а на экране высвечивалось предложение отослать SMS для завершения «распаковки» и получения нужной информации. Однако даже в случае отправки платного SMS пользователь в лучшем случае получал «пустышку», а в ряде случаев вместо искомого файла на компьютер попадала вредоносная программа (троян, вирус-вымогатель и т.п.).